# Milan Kvocera
Milan Kvocera (sinh ngày 1 tháng 1 năm 1998) là một tiền đạo bóng đá Slovakia hiện tại thi đấu cho câu lạc bộ Fortuna Liga AS Trenčín.

## Sự nghiệp câu lạc bộ

### AS Trenčín
Kvocera ra mắt ở Fortuna Liga cho AS Trenčín trước ŠK Slovan Bratislava ngày 24 tháng 9 năm 2016.